# Turbo Golf Racing
Turbo Golf Racing est un jeu vidéo de course et de golf en voiture développé et édité par Hugecalf Studios. Le jeu est sorti pour la première fois en accès anticipé le 4 août 2022 pour Windows, Xbox One et Xbox Series X/S. Le jeu est sorti dans le service d'abonnement Xbox Game Pass le même jour.

## Système de jeu
Dans Turbo Golf Racing, les joueurs contrôlent une voiture équipée d'un boost pour envoyer une balle dans un trou sur différents parcours. Les joueurs doivent essayer de garder le ballon dans les limites du parcours et gérer les obstacles tels que les fosses de sable et les terrains accidentés qui ralentiront le ballon et le véhicule tout en essayant d'amener leur ballon au but aussi vite que possible. 
Les voitures sont équipées de boosters qui peuvent être utilisés pour accélérer le véhicule et des ailes qui permettent aux joueurs de glisser sur le parcours. Les joueurs peuvent également équiper des "Power Cores" avant de rejoindre un jeu, qui offrent diverses améliorations telles qu'une vitesse de boost accrue et la modification de la taille, du rebond et de la direction de la balle. 
Les parcours incluent des pads de boost pour augmenter la vitesse des véhicules et recharger le boost, des anneaux qui lancent la balle et les véhicules dans les airs.  Le jeu contient différents parcours, divisés en 3 groupes de style : urbain, industriel et sauvage.
Turbo Golf Racing propose deux modes de jeu distincts. En mode solo, les joueurs gagnent des étoiles en battant des temps fixes sur chaque parcours. En mode multijoueur, les joueurs affrontent jusqu'à 8 adversaires pour marquer leur balle dans le trou au cours de 3 manches. Ce mode comprend des power-ups que les joueurs peuvent ramasser, tels que des missiles pour frapper et ralentir les adversaires et des boucliers pour les bloquer. Les points sont gagnés en atteignant le but avant vos adversaires et sont additionnés à la fin des 3 tours pour déterminer le vainqueur.
Jouer aux différents modes récompense le joueur avec de la monnaie, qui peut être utilisée pour acheter des objets cosmétiques à débloquer. De plus, le Season Pass permet de débloquer des éléments supplémentaires au fur et à mesure que le joueur progresse. 

## Développement
Après avoir sorti son premier jeu When Ski Lifts Go Wrong en 2019,  le studio européen de développement de jeux vidéo indépendants, Hugecalf Studios, a annoncé Turbo Golf Racing au Future Games Show le 24 mars 2022. Le producteur Jonny Hughes dit que "Turbo Golf Racing est le jeu que nous avons toujours rêvé de créer." Le jeu était disponible pour en bêta ouverts du 28 avril au 2 mai.  Le 11 juin 2022, la date de sortie de l'accès anticipé a également été annoncée ainsi qu'une période supplémentaire de bêta ouverte qui se poursuivrait jusqu'au 20 juin. 
Le 4 août 2022, Turbo Golf Racing est sorti en accès anticipé, initialement avec 30 niveaux. Il a reçu sa première mise à jour le 12 août, ajoutant 6 courses ainsi que divers articles cosmétiques et corrections de bugs. 
Le 7 mars 2024, il est annoncé officiellement que le jeu sortira dans sa version définitive le 4 avril 2024. 